# NGC 5498
NGC 5498 é uma galáxia elíptica (E-S0) localizada na direcção da constelação de Boötes. Possui uma declinação de +25° 41' 52" e uma ascensão recta de 14 horas, 11 minutos e 04,4 segundos.
A galáxia NGC 5498 foi descoberta em 9 de Maio de 1882 por Édouard Jean-Marie Stephan.